# Англо-египетский договор (1936)
Англо-египетский договор был подписан в 1936 году и определял отношения между Соединенным Королевством Великобритании и Королевством Египет. Официально был известен как «договор о союзе Его Величества из Соединенного Королевства, и Его Величества Царя Египта».
Договор предусматривал выведение всех войск Великобритании из Египта за исключением тех войск, которые были необходимы для защиты Суэцкого канала и его окрестностей. Также 10 000 британских солдат вспомогательного персонала по договору остались недалеко от Суэцкого канала. Великобритания также пообещала обучать армию Египта, а также оказать помощь в его защиту в случае войны. Договор был подписан 26 августа во дворце Заафарана и ратифицирован 22 декабря на следующие 20 лет, вплоть до 1956 года.
Поводом для договора стала Вторая итало-эфиопская война, начатая в 1935 году и закончившаяся оккупацией Эфиопии. Король Фарук I боялся, что итальянцы также могут вторгнуться в Египет, чтобы присоединить основную часть фашистской Италии к Африканской части. Договор не был поддержан националистами Партии арабского социалистического возрождения, которые хотели полной независимости Египта. Это спровоцировало волну анти-британских и антиправительственных демонстраций. Демонстранты также протестовали из-за того, что не был решен вопрос Судана. Англичане заявили, что Судан должен совместно управляться Египтом и Великобританией, на что египтяне ответили отказом. Несмотря на это соглашение, реальная власть была в руках англичан и договор выразительно выступал за сохранение статус-кво.
Новое правительство Египта в одностороннем порядке аннулировало договор в 1951 году. Три года спустя Великобритания согласилась вывести свои войска. Вывод был завершён в июле 1956 года и, следовательно вывод британских войск рассматривался как право на полную независимость Египта. 26 июля 1956 года Египет национализировал Суэцкий канал после отказа Великобритании и США финансировать строительство Асуанской плотины, что ускорило начало Суэцкого кризиса.